# 费代丽卡·布里尼奥内
费代丽卡·布里尼奥内（義大利語：Federica Brignone，1990年7月14日—），意大利女子高山滑雪运动员。她曾代表意大利参加2010年、2014年、2018年和2022年冬季奥林匹克运动会高山滑雪比赛，获得一枚银牌和二枚铜牌。